# Hans Peter Isler
Hans Peter Isler (* 2. Oktober 1941 in Zürich) ist ein Schweizer Klassischer Archäologe.
Hans Peter Isler studierte an der Universität Zürich und in Paris Klassische Archäologie, Gräzistik und Alte Geschichte. Seine Dissertation im Jahr 1966 bei Hansjörg Bloesch an der Universität Zürich beschäftigte sich mit der griechischen Flussgottheit Acheloos. Zwischen 1961 und 1974 arbeitete er bei der vom Deutschen Archäologischen Institut  durchgeführten Ausgrabung im Heraion von Samos mit. 1976 folgte seine Habilitation zum Thema Das archaische Nordtor und seine Umgebung im Heraion von Samos an der Universität Zürich. Von 1971 bis 2008 grub er in Ietas auf dem Monte Iato in Sizilien und 1997/1998 in Eretria. Seit 1978 lehrte er zunächst als außerordentlicher Professor, seit 1984 als Ordinarius an der Universität Zürich. Gleichzeitig war er Direktor der archäologischen Sammlung der Universität. Im Jahr 2007 wurde er emeritiert.
1992 wurde Isler für sein Buch Monte Iato. Guida Archeologica mit dem Premio Gambrinus „Giuseppe Mazzotti“ ausgezeichnet. Er ist korrespondierendes Mitglied des Deutschen Archäologischen Instituts und Wirkliches Mitglied des Österreichischen Archäologischen Instituts und leitet die Schweizer Abteilung des Großprojektes Corpus Vasorum Antiquorum. 2012 wurde er zum Ehrenmitglied der philosophisch-historischen Klasse der Österreichischen Akademie der Wissenschaften gewählt.
Isler ist mit der Klassischen Archäologin Cornelia Isler-Kerényi (* 1942) verheiratet.

## Schriften (Auswahl)
Siehe das Schriftenverzeichnis in Zona Archeologica. Festschrift für Hans Peter Isler zum 60. Geburtstag. Bonn 2001, S. XXIII–XLV.
- Acheloos. Eine Monographie. Francke, Bern 1970 (Dissertation).
- Corpus Vasorum Antiquorum Schweiz, Faszikel 2: Zürich, Öffentliche Sammlungen. Faszikel 1. Lang, Bern 1973, ISBN 3-261-0081-4.
- Das archaische Nordtor und seine Umgebung im Heraion von Samos (= Samos. Band 4). Habelt, Bonn 1978 ISBN 3-7749-1420-6.
- Der Tempel der Aphrodite (= Studia Ietina, Bd. 2). Rentsch, Zürich 1984, ISBN 3-7249-0569-6.
- mit Michel Sguaitamatti (Hrsg.): La Collezione Collisani = Die Sammlung Collisani. Akanthus, Kilchberg 1990, ISBN 3-905083-03-5.
- Klassische Archäologie am Ende des 20. Jahrhunderts. Verlag der Österreichischen Akademie der Wissenschaften, Wien 2017, ISBN 978-3-7001-2690-4.
- mit Elena Mango und Adrian Stähli: Drei Bildnisse (= Studien der Archäologischen Sammlung der Universität Zürich. Band 1). Archäologisches Institut der Universität Zürich, Zürich 1999, ISBN 3-905099-19-5.
- Antike Theaterbauten. Ein Handbuch. 3 Bände, Verlag der Österreichischen Akademie der Wissenschaften, Wien 2017, ISBN 978-3-7001-7957-3.
- Ausgrabungen in der frühbronzezeitlichen Siedlung im Heraion von Samos 1966 (= Samos. Band 30). Reichert, Wiesbaden 2021, ISBN 978-3-95490-535-5.